# Dose equivalente a una banana

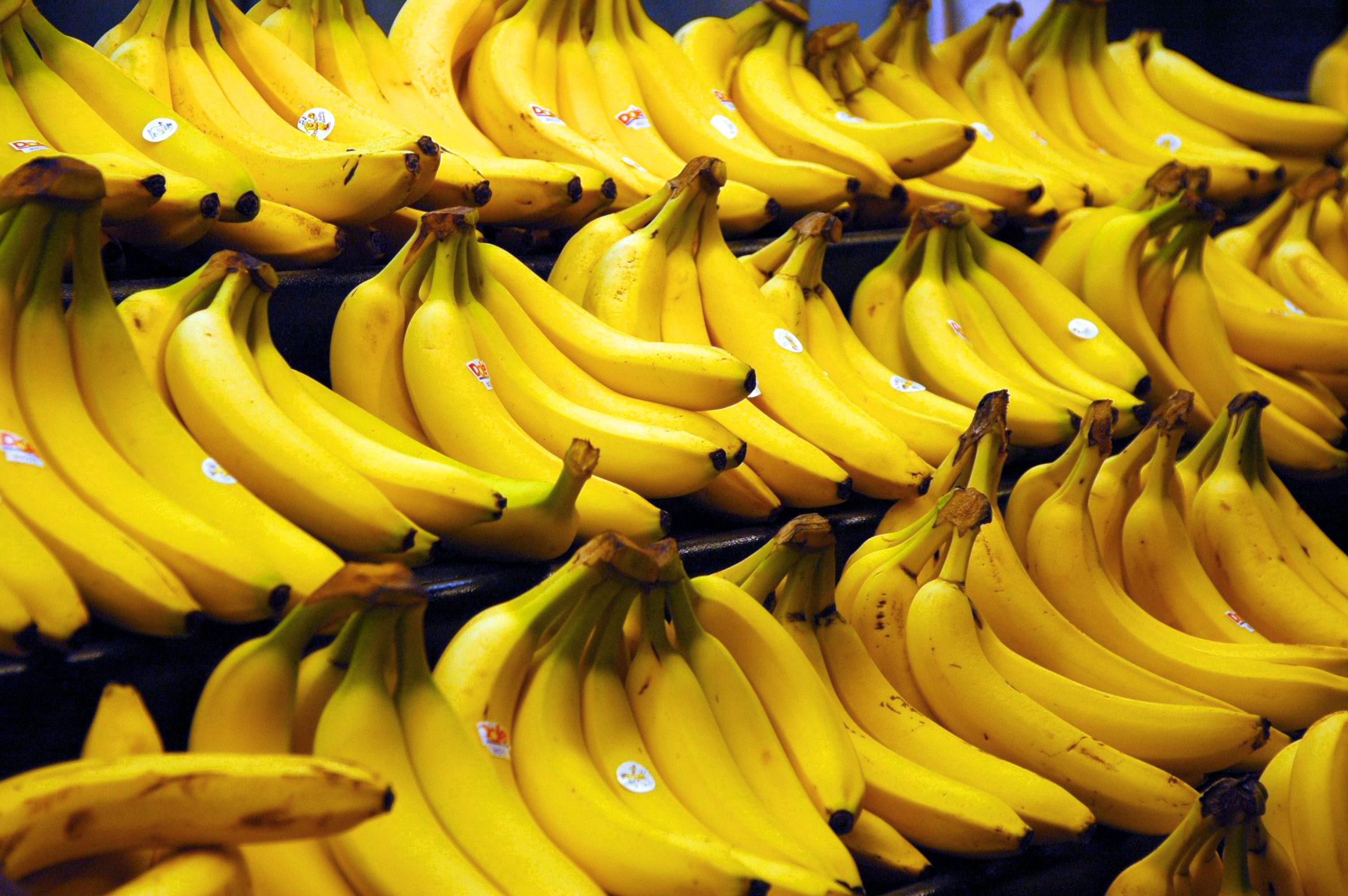
Banane in un negozio

La dose equivalente a una banana (in inglese banana equivalent dose, spesso abbreviato in BED) è una unità di misura della dose equivalente, usata in contesti informali per stabilire una relazione intuitiva tra una determinata dose di radiazione e quella assorbita mangiando una banana. Molti cibi, infatti, sono radioattivi per natura e il cibo ingerito contribuisce per il 10% all'esposizione totale di radioattività sperimentata da una persona, per un totale di 4 μSv all'anno (in media). Le banane lo sono in modo particolare, dato che contengono una notevole quantità di potassio, la cui miscela isotopica contiene lo 0,0117% di 40K, che è un isotopo radioattivo; la dose equivalente a una banana rappresenta circa l'1% della dose di radiazione naturale giornaliera media. Nella pratica, la dose assorbita con l'ingestione di cibo ricco in potassio non è però da considerare cumulativa in quanto l'agente radioattivo, il potassio 0,4 non si accumula nell'organismo, in quanto la sua concentrazione viene regolata omeostaticamente.
Uno tra i primi riferimenti alla BED appare nel 1995 su RadSafe, una mailing list sulla sicurezza nucleare nella quale, all'epoca, fu indicato un valore di 9,82×10−8 Sv (circa 0,1 μSv) per la dose di radiazione dovuta a una banana del peso di 150 g. Questa bizzarra unità di misura non è usata in contesti formali o professionali, e il termine "equivalente" può essere fuorviante, in quanto, a rigore, si indica con dose equivalente una misura che riflette, in maniera probabilistica, i danni biologici causati dalla radiazione sugli organi di un essere vivente, in relazione anche al tipo di radiazione ionizzante che li colpisce.

## Origine della radioattività
La principale fonte di radioattività nei tessuti vegetali è il potassio, la cui miscela isotopica contiene lo 0,0117% di potassio 40, un isotopo instabile con emivita di circa 4×1016 s (1,277 miliardi di anni). La radioattività del potassio naturale è quindi di 31 Bq⁄g (ovvero in media decadono 31 atomi al secondo in ogni grammo di potassio). Le piante contengono naturalmente altri isotopi radioattivi, come il carbonio 14 (14C), ma il loro contributo alla radioattività del cibo è molto minore. Poiché una banana contiene mediamente mezzo grammo di potassio, avrà una radioattività di circa 15 Bq. Sebbene una singola banana abbia effetti medici trascurabili, la radioattività di un grosso carico di banane, analogamente ad altri materiali di uso comune come la lettiera per gatti o alcune ceramiche, può far scattare l'allarme degli scanner per la radioattività ai quali vengono sottoposti i carichi di merce in paesi come gli Stati Uniti per individuare il trasporto illecito di materiale nucleare. Per questo motivo le banane comportano inoltre esposizione a radiazioni anche quando non ingerite.

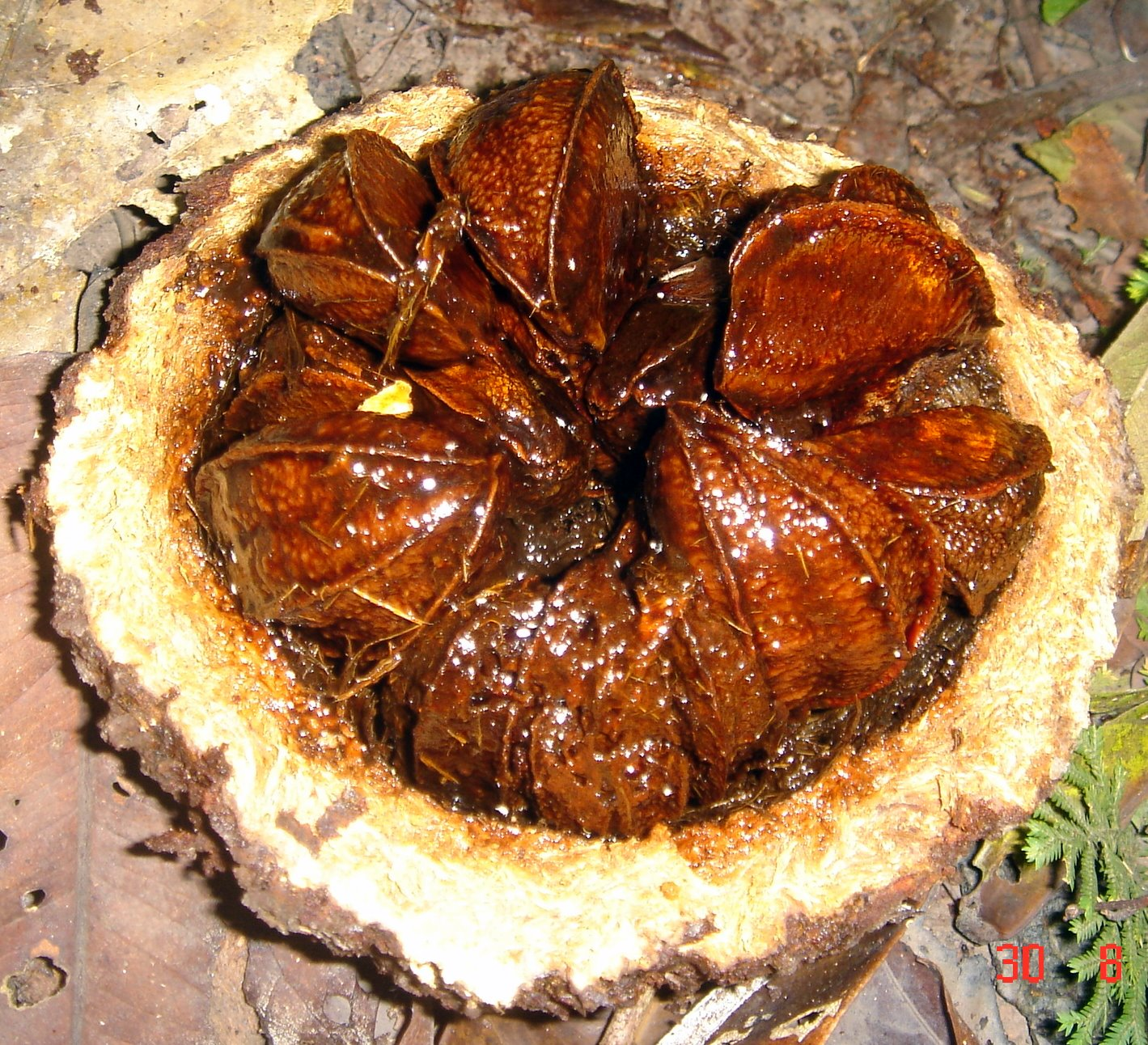
Noce del Brasile appena aperta. Dentro il guscio tagliato si notano i semi.

Secondo la US Environmental Protection Agency (EPA), il potassio 40 puro ingerito da un adulto medio fornisce un committed dose equivalent di 5,02 nSv su 50 anni per Becquerel. Usando questo fattore, una BED risulta essere 5,02 nSv⁄Bq × 31 Bq⁄g × 0,5 g ≈ 78 nSv = 0,078 μSv, che nelle pubblicazioni informali è spesso arrotondato a 0,1 μSv. A titolo di confronto, la dose di radiazione naturale giornaliera media equivale a 100 BED, la dose assorbita dormendo al fianco di un'altra persona è di 0,5 BED, la dose assorbita da una persona a sedici chilometri di distanza durante l'incidente di Three Mile Island è di 700 BED, la dispersione massima di radiazione consentita da una centrale termonucleare è di 2 500 BED, e la dose assorbita in una radiografia al torace è pari a 200 BED (= 0,02mSv), una radiografia all'addome corrisponde a circa 7 000 BED (= 0,7 mSv), una TAC addominale è pari a 80 000 BED (= 8 mSv), per una PET una scintigrafia, invece, il valore oscilla tra 100 000 BED e 200 000 BED (rispettivamente corrispondenti a 10 e 20 mSv). Una singola seduta di radioterapia comporta l'assorbimento di una dose ben più massiccia di radiazioni, pari a circa 15-20 milioni di BED (equivalenti a 1500-2000 mSv, cioè a 1,5-2 Sv). Una dose letale di radiazione è di circa 80 milioni di BED.
La committed dose di radiazione nel corpo umano legata alle banane non è cumulativa in quanto il potassio non si accumula nell'organismo ma la sua presenza è mantenuta pressoché costante dalla regolazione omeostatica, per cui gli eccessi assorbiti dal cibo sono presto compensati dall'eliminazione di una analoga quantità di sostanza. Di conseguenza la dose aggiuntiva di radiazione dovuta all'ingestione di una banana agisce solo per poche ore dopo l'assunzione del cibo, prima che il potassio in eccesso sia eliminato dai reni. Il fattore di conversione EPA si basa invece sul tempo medio impiegato dalla miscela isotopica di potassio nell'organismo per ritornare alla sua composizione originaria dopo l'assunzione di potassio 40 puro, tempo stimato dall'EPA in 30 giorni. Se il tempo stimato di permanenza nell'organismo è ridotto di un fattore dieci, ad esempio, la stima della dose assorbita equivalente dovuta all'ingestione della banana si riduce della stessa proporzione.
Il corpo umano contiene circa 2,5 g di potassio per ogni chilogrammo di massa corporea, ovvero 175 g per un adulto di 70 kg. Il decadimento dovuto al potassio nell'organismo è quindi circa 175 g × 31 Bq⁄g ≈ 5400 Bq di radioattività, costante nel corso della vita adulta.
Oltre alle banane, altri cibi ricchi di potassio (e quindi fonte di potassio 40) sono patate, fagioli, semi di girasole e frutta secca. Altri cibi, come la noce del Brasile (Bertholletia excelsa), oltre ad essere ricchi di potassio contengono anche quantità significative di radio, la cui presenza non viene invece regolata omeostaticamente dall'organismo (all'opposto, il radio tende ad accumularsi nella struttura delle ossa, per via della sua affinità chimica con il calcio); le noci del Brasile hanno una radioattività di 444 Bq⁄kg (12 nCi⁄kg).

## Confronto con altri fattori di rischio
Secondo una ricerca pubblicata nel 1997 dall'Istituto Superiore di Sanità, l'esposizione media della popolazione italiana nei 10 anni successivi alle ricadute della nube di Černobyl' è stimata intorno a 0,7 mSv e potrebbe essere quindi espressa come 11,5 banane equivalenti al giorno.
Dopo l'incidente alla centrale nucleare di Three Mile Island, il National Research Council ha rilevato iodio radioattivo nel latte del luogo a livelli di 0,74 Bq⁄l, una dose molto minore di quella che si riceverebbe se si mangiasse una banana. Dunque una tazza di 35 cl del latte leggermente radioattivo fornirebbe una dose di circa 1⁄75 banane equivalenti.
Un altro modo di considerare lo stesso concetto è quello di confrontare il rischio di morire per un cancro contratto a causa delle radiazioni con quello di morire per altre cause. Ad esempio, un'esposizione a 100 μSv (che corrisponde all'ingestione di tre banane al giorno per un anno) incrementa il rischio di morte di circa un milionesimo, lo stesso rischio di morte che si corre con comuni attività della vita quotidiana, come guidare un'autovettura per 65 km, volare su un aviogetto per 4 000 km, mangiare 40 cucchiai da tavola di burro di arachidi, fumare 1,4 sigarette, dedicarsi al canoismo per 6 minuti o trascorrere 2 giorni a New York (esponendosi all'inquinamento urbano).